# Điểm 45X90

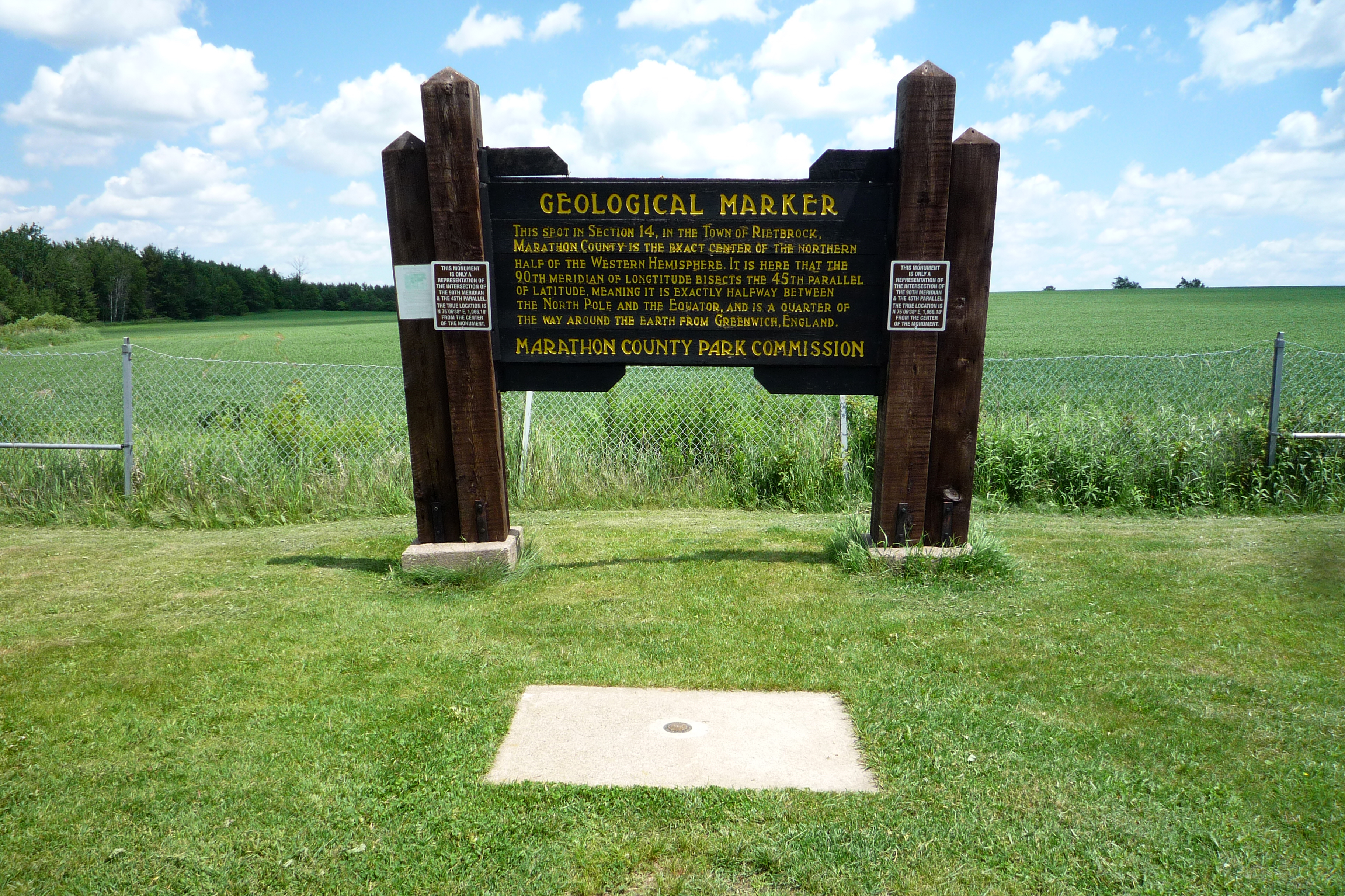
Cột mốc điểm 45x90 ở Bắc Mỹ

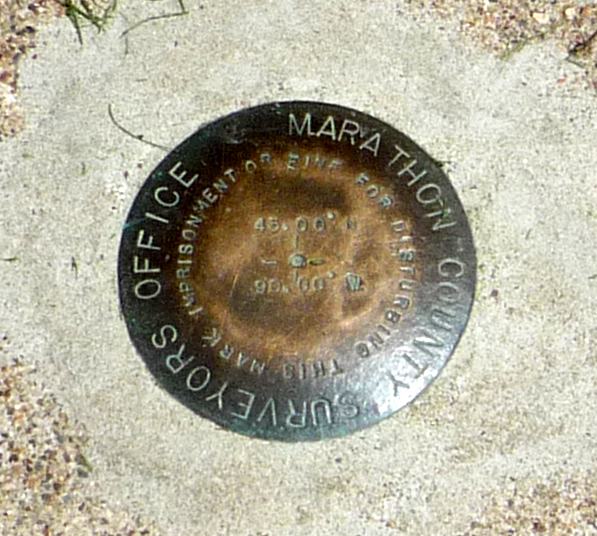
Vị trí dấu mốc sai tại Marathon County, Wisconsin, Hoa Kỳ

Bốn giao điểm của bốn đường: vĩ tuyến 45 Bắc, vĩ tuyến 45 Nam, đường kinh tuyến gốc và kinh tuyến 180 được gọi là các điểm 45x90.

## 45°B, 90°T
Điểm nổi tiếng và được viếng thăm nhiều nhất là điểm 45°0′0″B 90°0′0″T / 45°B 90°T nằm ở thị trấn Rietbrock, Wisconsin. Một dấu mốc đã được ban quản lý công viên quận Marathon dựng lên tại đây. Nhờ các thiết bị GPS, dấu mốc đã được điều chỉnh lại, điểm 45x90 thực tế nằm ở phía sau và cách dấu mốc 324 m; người ta chọn vị trí của dấu mốc vì nó nằm sát với con đường.

## 45°B, 90°Đ
45°0′0″B 90°0′0″Đ / 45°B 90°Đ là điểm 45x90 nằm trên đất liền duy nhất còn lại. Nó nằm ở một vùng hoang vắng thuộc khu tự trị Tân Cương gần biên giới Mông Cổ, cách Ürümqi khoảng 240 km về phía Đông Bắc. Theo phân chia hành chính thì nó nằm trên ranh giới của hai quân Qitai và Qinggil. Greg Michaels (một người Mỹ) cùng với Ru Rong Zhao, tài xế taxi từ thị trấn gần đó, đã đi 110 km về phía Nam Tây-Nam, đặt chân đến vị trí 45x90 này vào ngày 13 tháng 4 năm 2004 và đã ghi lại chuyến đi này. Chuyến đi của họ chỉ ra rằng ở đấy không có bất kỳ cột mốc nào được xây dựng để đánh dấu vị trí 45x90 này.

## 45°N, 90°T và 45°N, 90°Đ
Hai điểm 45×90 còn lại nằm ở bán cầu nam, 45°0′0″N 90°0′0″T / 45°N 90°T thuộc Thái Bình Dương và 45°0′0″N 90°0′0″Đ / 45°N 90°Đ thuộc Ấn Độ Dương. Vào tháng 3 năm 2014, điểm 45x90 ở Ấn Độ Dương chính là điểm trung tâm của khu vực tìm kiếm chiếc máy bay mất tích 370 của Malaysia Airlines.